# The Lady in Red (Chris-de-Burgh-Lied)
The Lady in Red (englisch Die Frau in Rot) ist eine Popballade des irischen Singer-Songwriters Chris de Burgh aus dem Jahr 1986.

## Entstehung und Veröffentlichung
Das Lied wurde vom Interpreten selbst getextet, komponiert und produziert. Bei der Produktion erhielt de Burgh Unterstützung durch Gregg Jackman und Kenny Thomson. Laut de Burgh schrieb er das Lied innerhalb von 20 Minuten. Allerdings fiel ihm keine Titelzeile ein, und so habe der Text fünf Monate lang in der Schublade gelegen, bis er seine Ehefrau Diane in einem „atemberaubenden“ roten Kleid gesehen habe.
Die Erstveröffentlichung von The Lady in Red erfolgte am 26. Mai 1986 bei A&M Records, als Teil von de Burghs achten Studioalbum Into the Light (Katalognummer: 395 121-2). Am 30. Juni 1986 erschien das Lied als zweite Singleauskopplung aus dem Album. Diese erschien zeitgleich als 7″-Single mit der B-Seite Borderline (Katalognummer: 390 114-7) sowie als 12″-Single mit der zweiten B-Seite The Ecstasy of Flight (I Love The Night) (Katalognummer: 392 114-1). Am 22. September 1986 erschien in Australien eine weitere 7″-Single mit der B-Seite One Word (Straight to the Heart) (Katalognummer: Festival K-92).

## Inhalt
Der NDR zitiert de Burgh zum Inhalt des Songs mit der folgenden Geschichte: „The Lady in Red handelt von einem Paar, das zu einer Party will. Die beiden sind spät dran, aber sie ist immer noch oben im Badezimmer und macht ihn ganz nervös. Sie streiten sich, auf der Fahrt zur Feier herrscht eine eisige Stimmung. Auf der Party gehen die beiden getrennte Wege. Nach einiger Zeit schaut er sich im Raum um und sieht seine Frau, die von unzähligen Verehrern umschwärmt wird. Da wird ihm auf einmal klar: Seine Frau sieht umwerfend aus, und er hat sie in letzter Zeit viel zu wenig beachtet.“

## Rezeption

### Rezensionen
Zum Zeitpunkt der Veröffentlichung schrieb die Los Angeles Times, dass es nicht de Burghs bestes Lied sei. Der NDR bezeichnete es hingegen retrospektiv als „eine der wohl schönsten Pop-Balladen aller Zeiten“. Laut der Neuen Westfälischen gilt der Song als „einziger echter Welthit“ von Chris de Burgh. Er selbst zählte ihn jedoch nicht zu den Top-Ten seiner Lieblingssongs. Er sagte: „Nichtsdestotrotz ist es ein Lied, das alle hören wollen, egal, ob ich in Moskau, in Pretoria oder in Kassel bin.“

### Bestenlisten
In späteren Jahren erreichte The Lady in Red in einem Ranking des Rolling Stone Platz drei der schlechtesten Songs der 1980er-Jahre. Allerdings waren viele Lieder dieser Liste sehr erfolgreich und werden noch heute gespielt.

## Kommerzieller Erfolg

### Chartplatzierungen
The Lady in Red avancierte zum Nummer-eins-Hit in Belgien, Irland, Kanada, Norwegen und dem Vereinigten Königreich. Darüber hinaus erreichte es unter anderem in Schweden und den Vereinigten Staaten (je Rang 3), Deutschland (Rang 5), den Niederlanden und Neuseeland (je Rang 6) sowie Österreich (Rang 7) Top-10-Platzierungen.
| ChartsChartplatzierungen       | Höchstplatzierung | Wochen/ Monate |
| ------------------------------ | ----------------- | -------------- |
| Deutschland (GfK)              | 5 (14 Wo.)        | 14 Wo.         |
| Irland (IRMA)                  | 1 (12 Wo.)        | 12 Wo.         |
| Österreich (Ö3)                | 7 (2,5 Mt.)       | 2,5 Mt.        |
| Schweiz (IFPI)                 | 18 (7 Wo.)        | 7 Wo.          |
| Vereinigte Staaten (Billboard) | 3 (26 Wo.)        | 26 Wo.         |
| Vereinigtes Königreich (OCC)   | 1 (17 Wo.)        | 17 Wo.         |

| ChartsJahrescharts (1986)    | Platzierung |
| ---------------------------- | ----------- |
| Deutschland (GfK)            | 55          |
| Vereinigtes Königreich (OCC) | 6           |

| ChartsJahrescharts (1987)      | Platzierung |
| ------------------------------ | ----------- |
| Vereinigte Staaten (Billboard) | 21          |

### Auszeichnungen für Musikverkäufe
| Land/Region                  | Auszeichnungen für Musikverkäufe (Land/Region, Auszeichnung, Verkäufe) | Verkäufe |
| ---------------------------- | ---------------------------------------------------------------------- | -------- |
| Australien (ARIA)            | Gold                                                                   | 35.000   |
| Brasilien (PMB)              | Gold                                                                   | 30.000   |
| Dänemark (IFPI)              | Gold                                                                   | 45.000   |
| Kanada (MC)                  | Platin                                                                 | 100.000  |
| Spanien (Promusicae)         | Platin                                                                 | 60.000   |
| Vereinigtes Königreich (BPI) | Platin                                                                 | 600.000  |
| Insgesamt                    | 3× Gold · 3× Platin ·                                                  | 870.000  |